# Veinte de Setiembre
Veinte de Setiembre é uma junta de governo da província de Entre Ríos, na Argentina.